# Vexillum elliscrossi
Vexillum elliscrossi is een slakkensoort uit de familie van de Costellariidae. De wetenschappelijke naam van de soort is voor het eerst geldig gepubliceerd in 1991 door Rosenberg & Salisbury.